# Шахтар (Свердловськ)
«Шахтар» — український футбольний клуб із міста Довжанська (колишнього Свердловська) Луганської області. Заснований 1939 року. Виступав у Другій лізі чемпіонату України, припинив виступи 2014 року через військовий конфлікт на Донбасі.

## Історія назв
- (1939–1960) — «Шахтар»
- (1960–1967) — «Авангард»
- (1967–н. ч.) — «Шахтар»

## Історія
Команду «Шахтар» створили в Свердловську 1939 року.
Після української незалежності клуб змагався у футбольному чемпіонаті Луганської області. Команда добре проявила себе і вирішила вийти на професійні ряди у 1995 році. Це рішення виявилося згубним з огляду на несприятливі економічні умови того часу, і керівництво клубу вирішило, що в інтересах клубу вони повертаються до аматорської ліги.
Між 1996 і 2006 роками у лізі Луганської області вони виграли шість чемпіонатів області.
Після перемоги у Чемпіонаті України серед аматорів у 2006 році клуб вирішив повернутися в професійні ряди. «Шахтар» Свердловськ був прийнятий до Другої ліги України сезону 2007/08.
2014 року «Шахтар» через військові дії призупинив виступи в чемпіонаті України, місто Свердловськ було захоплено бойовиками «ЛНР». 2015 року на своєму офіційному сайті клуб повідомив, що продовжує працювати дитяча школа, клуб перебуває під егідою ПФЛ і Федерації футболу України, а команда «Шахтар» Свердловськ (до того — команда «Партизан», що представляє шахту «Червоний партизан»), яка виступає в чемпіонаті ЛНР, не має нічого спільного з професіональним клубом і тільки привласнила собі його назву.

## Досягнення
- Чемпіон України серед аматорів (1): 2006
- Срібний призер чемпіонату України серед аматорів (2): 1992/93, 1994/95
- Бронзовий призер чемпіонату України серед аматорів (1): 1993/94
- Бронзовий призер Другої ліги України (2): 2011/12, 2012/13
- Чемпіон Луганської області (7): 1955, 1956, 1982, 1998, 2002, 2005, 2006
- Срібний призер Луганської області (5): 1958, 1961, 1967, 1994, 2004
- Бронзовий призер Луганської області (4): 1960, 1983, 1992, 2003
- Фіналіст Кубка УРСР серед КФК (1): 1973
- Володар Кубка Луганської області (6): 1961, 1971, 1973, 1975, 2004, 2005
- Фіналіст Кубка Луганської області (5): 1956, 1982, 1986, 1989, 1995